# Sarah Aaronsohn

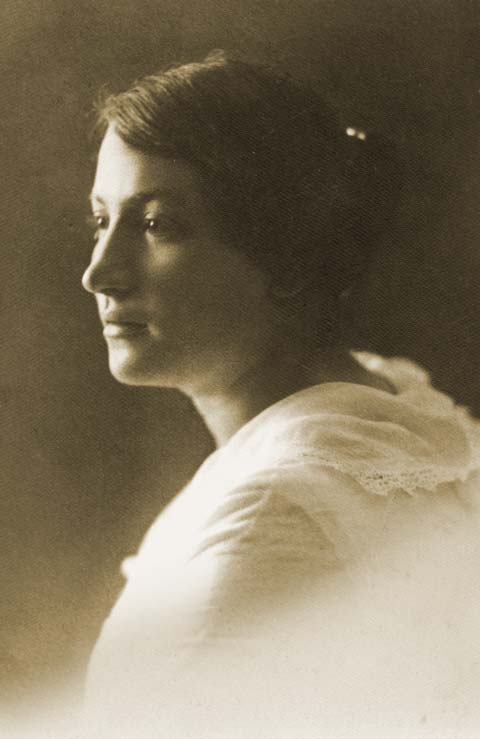
Sarah Aaronsohn (vor 1917)

Sarah Aaronsohn (geboren am 5. Januar 1890 in Zichron Ja'akov; gestorben 10. Oktober 1917 ebenda) war eine jüdische Spionin. Sie betätigte sich während des Ersten Weltkriegs als Mitglied des jüdischen pro-britischen Spionagenetzwerks NILI gegen das Osmanische Reich.

## Leben
Sarah Aaronsohn war eines von sechs Kindern eines aus Rumänien nach Palästina eingewanderten Getreidehändlers und Zionisten. Der älteste Sohn der Familie war Aaron Aaronsohn, ein Botaniker, Agrarwissenschaftler und der Gründer von NILI. Ein weiterer Sohn war Alexander Aaronsohn, Gründer der paramilitärischen Organisation Gideonim.
Sarah Aaronsohn wuchs in der jüdischen Siedlung Zichron Ja'akov auf. Sie beherrschte Hebräisch, Jiddisch, Türkisch, Französisch, hatte Arabisch- und Englischkenntnisse und konnte reiten und schießen. Oft begleitete sie ihren Bruder Aaron auf seinen Reisen durch Palästina. 1914 heiratete sie den bulgarischen Händler Chaim Abraham und lebte bis 1915 mit ihm in Istanbul.
Auf ihrer Reise von Istanbul nach Haifa wurde sie Zeugin des Genozids an den Armeniern. In Übereinstimmung mit Chaim Herzog entschloss sie sich danach, die britischen Streitkräfte im Kampf gegen die Türkei zu unterstützen. Nach ihrer Rückkehr nach Palästina trat sie NILI bei und war dort in leitender Funktion tätig. Nachdem die Organisation im Herbst 1917 aufgeflogen war, wurde Sarah Aaronsohn von den Osmanen festgenommen. Nach Verhör und Folter tötete sie sich selbst. In der Nachwelt wurde sie zur Heldin und Symbolfigur des jüdischen Nationalismus des Jischuws in Palästina.